# Pagrus pagrus
Pagrus pagrus là một loài cá thuộc họ họ Sparidae. Mặc dù được tìm thấy ở một số khu vực khác nhau từ châu Âu đến Caribbean, tình trạng loài cá này là loài nguy cấp.

## Hình ảnh

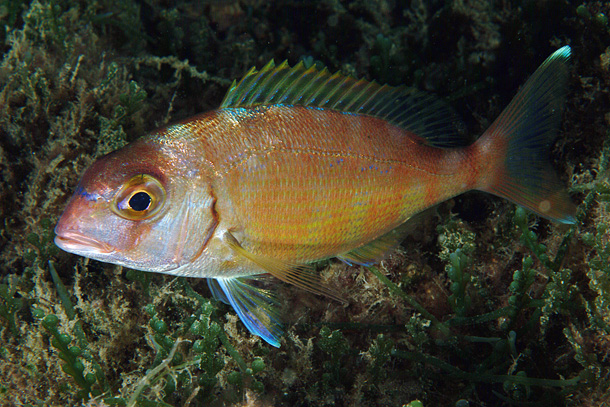
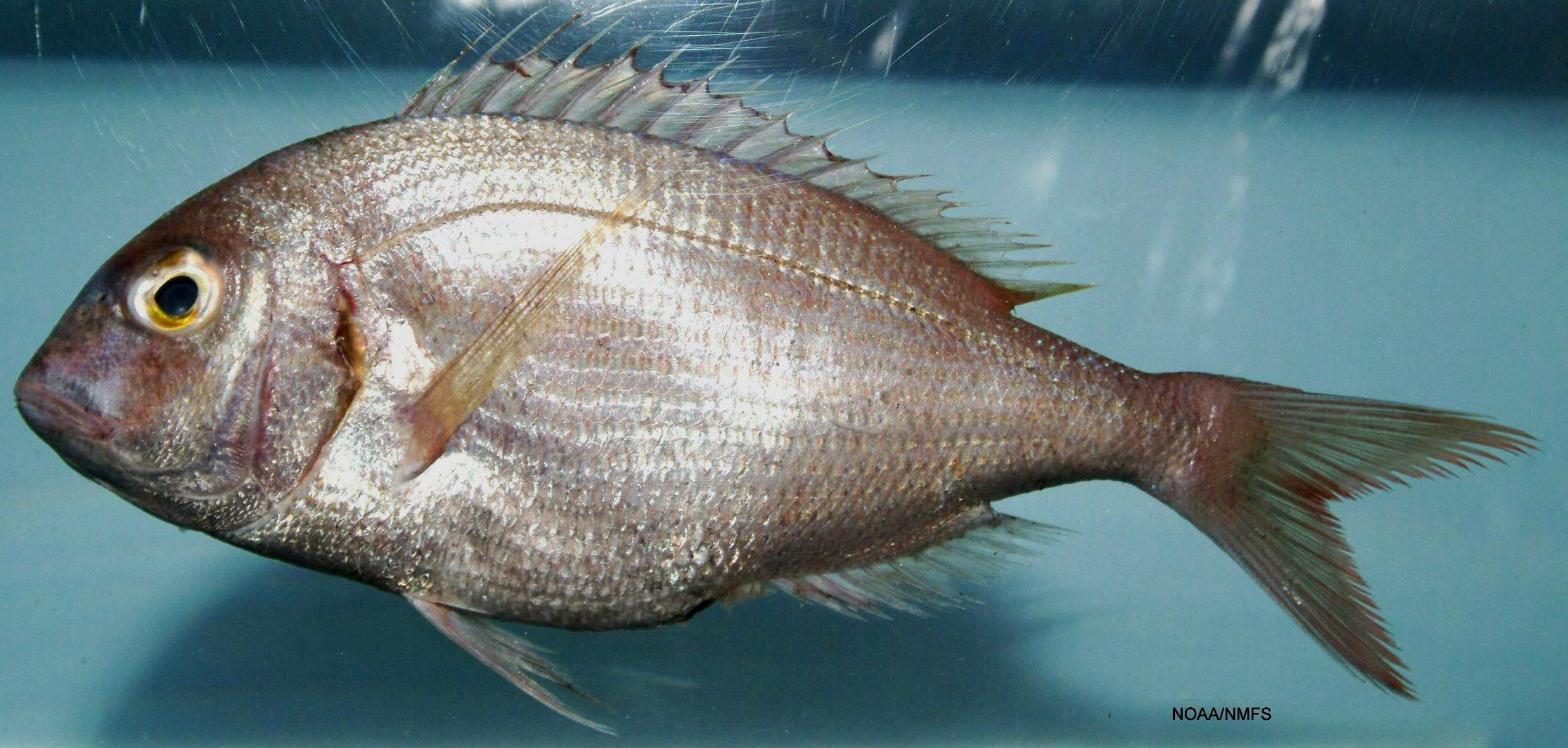
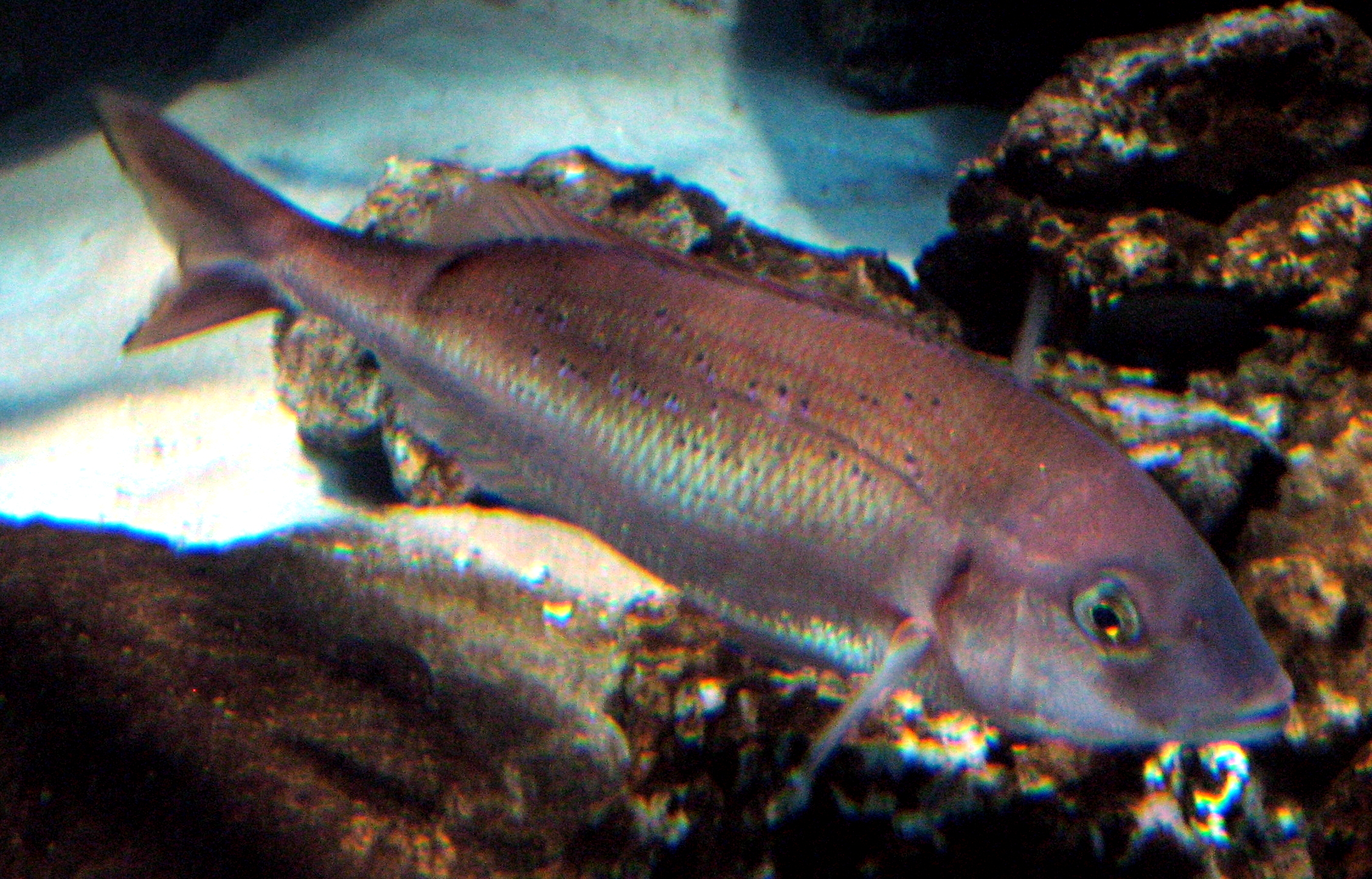
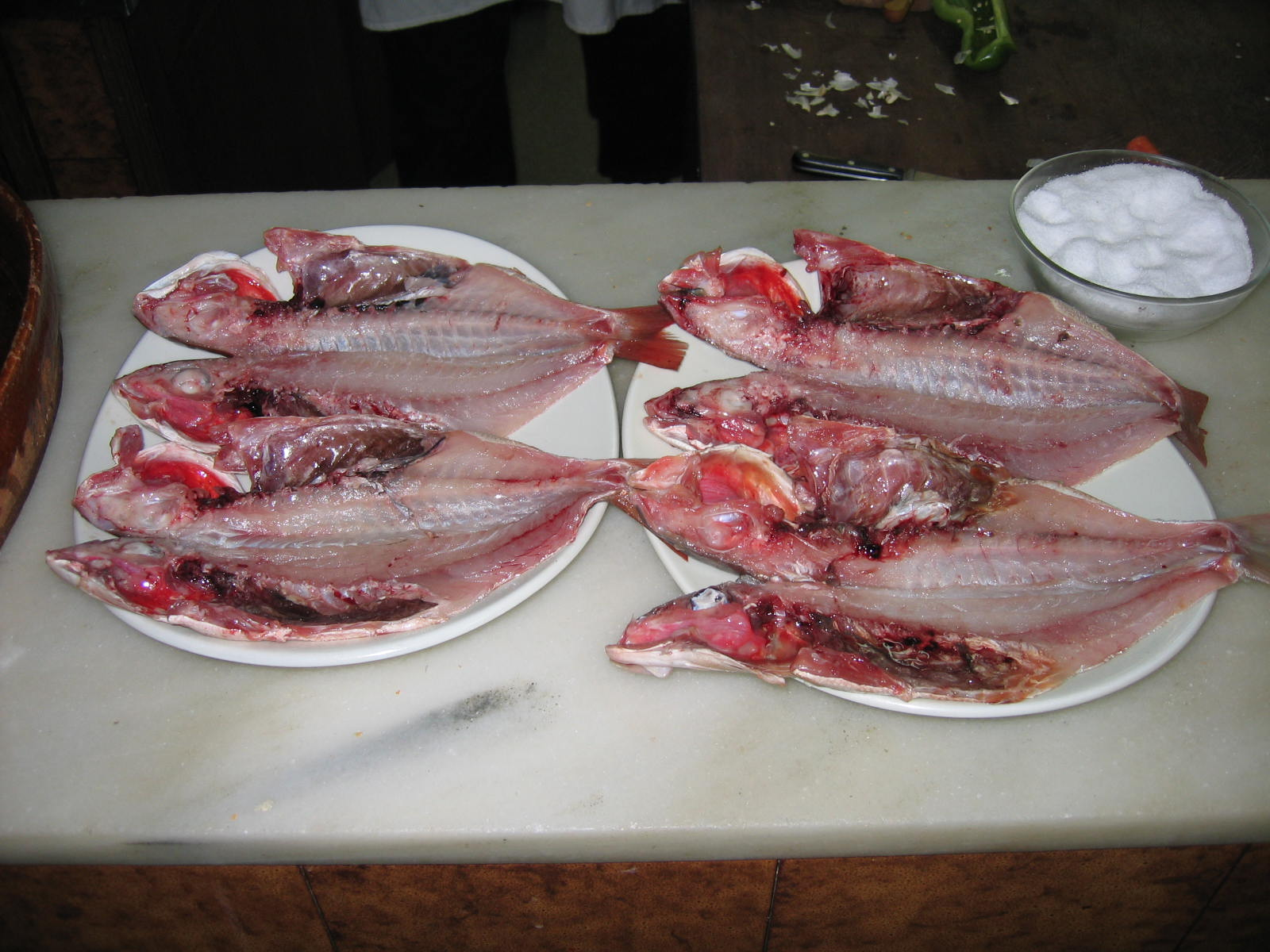